# Теймер, Мартин Рохус
Мартин Рохус Теймер фон Вилдау (1778—1838) — тирольский военный деятель. Борец за освобождение Тироля. Один из организаторов и руководителей партизанской войны против французских и баварских оккупантов в 1809—1810 годах.

## Биография
Сын подёнщика. С 1796 года изучал право в Инсбруке, однако учёбу не закончил. Когда в том же году французская армия Наполеона стала угрожать границам Тироля, он поступил рядовым в австрийскую имперскую армию. Позже, служил прапорщиком майзеровских стрелков, участник Итальянской кампании в 1797 году в районе Нонсберга.
За проявленную храбрость в боях в Нижнем Энгадине в 1799 году ему был присвоен чин капитана. Командовал им самим набранным отрядом волонтёров. В 1802 году назначен капитаном нового подразделения тирольской милиции (Tiroler Landmiliz).

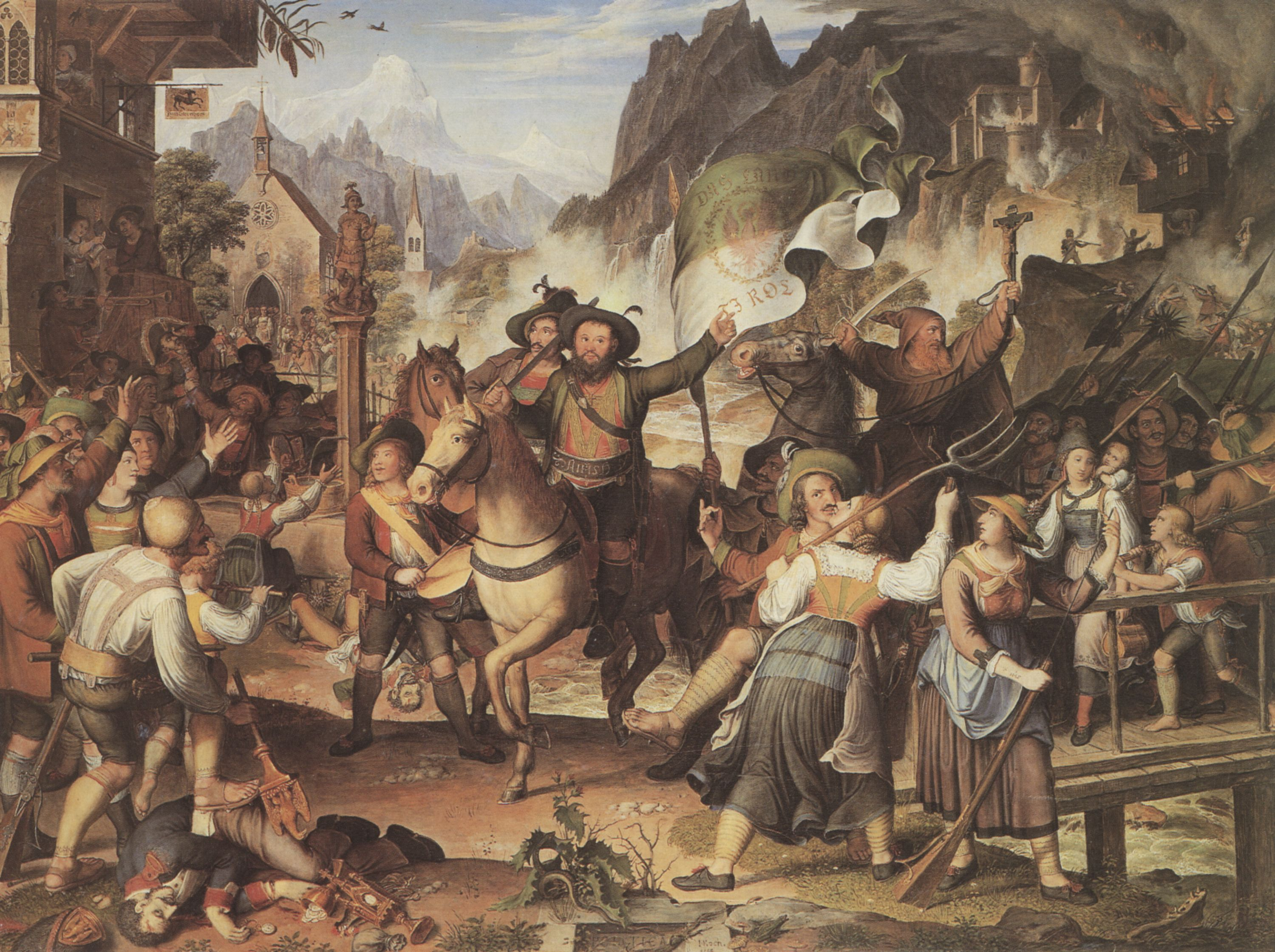
Художник Йозеф Кох
Тирольское народное восстание.

В 1805 году Тироль был оккупирован французскими бонапартистами. Разбитая в Аустерлицком сражении, Австрия по Пресбургскому миру принуждена была уступить Тироль союзной Наполеону I Баварии. Баварские власти в 1806 г. ликвидировали Тирольский ландтаг, стали активно вмешиваться в церковные дела (были запрещены крестные ходы); расчленили страну, разделив её на три округа, напрямую подчинённых Мюнхену.
После захвата Тироля Баварией, в 1806 году Теймер перебрался оттуда, не желая жить под властью врагов, в Клагенфурт в Каринтии, где получил высшее образование.
Во время войны пятой коалиции с Наполеоном в 1809 г. по приказу Хормайра, доверенного лица Эрцгерцога Иоганна Австрийского, Теймер был послан в Тироль, чтобы подготовить восстание тамошних крестьян против баварцев. Теймер организовал дело очень успешно: скоро весь Тироль был охвачен восстанием.
Баварский отряд Кинкеля и явившийся ему на помощь французский отряд генерала Биссона вынуждены были капитулировать. В продолжавшейся войне Теймер до заключения мира принимал самое деятельное участие. Трижды он с отрядом тирольских стрелков совершал набеги в Баварию, что привело к конфликту с А. Гофером и способствовало отчуждению этих двух. Поссорившись с тирольскими властями, вслед за заключением Шёнбруннского мира удалился из Тироля и жил до самой смерти в Штирии.